# Поздняковский
Поздняко́вский — хутор в Верхнедонском районе Ростовской области.
Входит в состав Верхняковского сельского поселения.

## Население
| 1989 | 2002 | 2010 |
| ---- | ---- | ---- |
| 234  | ↘222 | ↘158 |

## Улицы
На хуторе имеется одна улица: Лесная.

## Археология
Территория Ростовской области была заселена ещё в эпоху неолита. Люди, живущие на древних стоянках и поселениях у рек, занимались в основном собирательством и рыболовством. Степь для скотоводов всех времён была бескрайним пастбищем для домашнего рогатого скота. От тех времен осталось множество курганов с захоронениями жителей этих мест. Курганы и курганные группы находятся на государственной охране.
Поблизости от территории хутора Поздняковского Верхнедонского района расположено несколько достопримечательностей — памятников археологии. Они охраняются в соответствии с Федеральным законом от 25.06.2002 N 73-ФЗ «Об объектах культурного наследия (памятниках истории и культуры) народов Российской Федерации», Областным законом от 22.10.2004 N 178-ЗС «Об объектах культурного наследия (памятниках истории и культуры) в Ростовской области», Постановлением Главы администрации РО от 21.02.97 N 51 о принятии на государственную охрану памятников истории и культуры Ростовской области и мерах по их охране и др.
- Курганная группа «Макаров II» (3 кургана). Находится на расстоянии около 4,8 км к северо-западу от хутора Поздняковского.
- Курганная группа «Макаров III». Находится на расстоянии около 4,0 км к северо-западу от хутора Поздняковского.
- Курган «Макаров IV». Находится на расстоянии около 2,9 км к северо-западу от хутора Поздняковского.
- Курган «Макаров V». Находится на расстоянии около 2,1 км к северо-западу от хутора Поздняковского.
- Курганная группа «Макаров VI» (8 курганов). Находится на расстоянии около 0,75 км к северо-западу от хутора Поздняковского[4].